# Botanischer Garten Friedrichsthal
Der Botanische Garten in Friedrichsthal befindet sich an der Herz-Jesu-Kirche und ist im Besitz der Herz-Jesu-Pfarrgemeinde in Friedrichsthal. Neben dem Botanischen Garten fließt der Budkowitzer Bach.

## Beschreibung und Sammlung
In den 1920er Jahren legte der Pfarrer von Friedrichsthal Franz Ogorek neben der neu erbauten Kirche und dem Pfarrhaus auf einer Fläche von einem halben Hektar einen Pfarrgarten im Stil eines Japanischen Gartens an. Für seine ursprüngliche Idee einen Park mit Rasenflächen anzulegen, war der Boden zu schlecht und zu sandig. Durch das Abtragen von Boden entstanden ein Tal mit einem Bach und ein in Stein eingefasstes Wasserbecken. In diesem befanden sich einst Goldfische. Mit einer großen Menge an Steinen entstand ein Steingarten. Zudem wurde ein Hügel aufgeschüttet, ein Brunnen für die Bewässerung und eine Fontäne angelegt. Auf dem Hügel steht heute eine Skulptur des heiligen Rochus. In den folgenden Jahrzehnten verwilderte der Garten jedoch. 2006 begannen die Einwohner von Friedrichsthal den früheren Garten wieder herzustellen, führten Pflegearbeiten durch und gestalteten ihn zu einem Botanischen Garten. 2007 wurde der Garten im Wettbewerb Piękna Wieś Opolska zum besten Projekt gewählt und 2009 in der Aktion Opolskie Kwitnące zum schönsten Erholungsobjekt gekürt.
Im Garten finden sich heute große Gruppen von Rhododendren und Azaleen sowie Magnolien, Rosen, Steinpflanzen und verschiedene Koniferen, Nadel- und Laubbäume. An einem Eingang finden sich zwei Pfeiler mit Reliefs von Heiligen.